# Duzmo Motorcycles
Duzmo Motorcycles fou una empresa fabricant de motocicletes britànica amb seu a Enfield Highway (Enfield, Londres), que fou fundada el 1919 per John Wallace. Els motors de les primeres Duzmo els fabricava l'Advance Motor Manufacturing Company de Northampton. Wallace no tenia formació com a enginyer, però mentre encara anava a escola va muntar un taller al seu jardí i va construir-hi una motocicleta a partir de peces soltes. Aquesta experiència el va ajudar a entrar d'aprenent a Collier & Sons. Quan el seu pare li va comprar una motocicleta de curses Rudge, va començar a competir a Brooklands. Wallace va córrer inicialment per a JAP, fins que es va saber que era menor d'edat. Llavors, va conèixer Bert le Vack i tots dos van trobar feina al fabricant d'automòbils escocès Arrol-Johnston per a dissenyar motors d'avions durant la Primera Guerra Mundial.
Després de la guerra, Wallace va dissenyar un motor de motociclisme de velocitat i en va vendre el disseny a la Portable Tool and Engineering Company d'Enfield Highway, la qual el va contractar com a dissenyador en cap. Bert le Vack va contribuir al desenvolupament i entre tots dos varen crear la Duzmo el 1920. Els dos socis volien iniciar-ne la producció, però els directius de Portable Tool van decidir liquidar la companyia. Llavors, Wallace va demanar un préstec per a poder establir-se pel seu compte i va fabricar les motocicletes des de la seva pròpia empresa. Les Duzmo duien motors fabricats especialment per a ell per The Advance Motor Manufacturing Co.
Wallace va dissenyar la darrera Duzmo el 1923. La moto incorporava diverses innovacions, entre elles un motor inclinat i un seient baix, però només se'n va construir una abans que Wallace es quedés sense diners i hagués de vendre el negoci a D. J. Sheppards. Wallace es va tornar a dedicar al disseny de motors d'avions amb D. Napier & Sons i es va morir el 1983.

## Models
| Model       | Any  | Notes                    |
| ----------- | ---- | ------------------------ |
| Duzmo 496cc | 1920 | Transmissió per corretja |
| Duzmo 992cc | 1922 | Motor V-twin             |
| Duzmo       | 1923 | Motor inclinat           |